# Ciro Immobile
Ciro Immobile (Torre Annunziata, 20 de fevereiro de 1990) é um futebolista italiano que atua como centroavante. Atualmente joga no Bologna.
Immobile firmou-se como um dos principais jogadores da Lazio. Ele chegou a equipe em 2016, e em 2021 conseguiu superar os 159 gols de Silvio Piola e tornou-se o maior artilheiro da história da equipe italiana. Ao fim de sua grande passagem de oito anos, em 2024, Ciro deixou a equipe em 207 gols marcados em 340 partidas.

## Carreira
Nascido na pequena cidade de Torre Annunziata, Immobile iniciou sua carreira no futebol defendendo as categorias de base do pequeno Sorrento. Permaneceu no clube durante seis anos, quando passou a defender a Juventus.

### Juventus

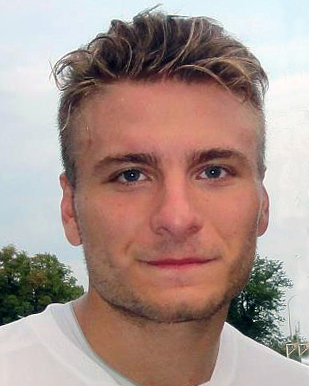
Immobile em agosto de 2011

Logo em sua primeira temporada, teve sua primeira oportunidade na equipe principal, contra o Bologna, tendo entrado nos últimos minutos de partida. Na seguinte, conseguiria outras quatro oportunidades, entrando sempre durante a partida.
Sua passagem pelos bianconeri seria mesmo lembrada durante suas duas disputas do tradicional Torneo di Viareggio, tendo conquistado ambas edições. Na segunda, inclusive, terminou como artilheiro com dez tentos e eleito o melhor do torneio.
No entanto, mesmo sendo o destaque das categorias de base, não conseguiu espaço na equipe principal. Por conta disso, foi emprestado ao Siena.

### Siena
Sua estreia pelo Siena acabaria sendo péssima. Tendo entrado aos 55 minutos de partida, Immobile acabou perdendo um pênalti quinze minutos depois e foi expulso nos dez seguintes. Por conta disso, acabou ficando fora da equipe durante dois meses e meio, quando disputou mais três partidas (marcando um tento) pelo campeonato.
Ainda disputou mais uma partida pela Copa da Itália, marcando. Em seguida, na segunda parte da temporada 2010–11, foi emprestado ao Grosseto. Permaneceu até o término da temporada, tendo marcado apenas um gol nas dezesseis partidas que disputou.

### Pescara e Genoa
Para a temporada 2011–12 foi novamente emprestado, desta vez ao Pescara. Neste, se tornou o grande destaque da equipe na primeira metade da disputa da Serie B, anotando 17 tentos nas 22 partidas que disputou.
Com seu ótimo desempenho, a Juventus, ainda detentora dos seus direitos, vendeu metade do seu passe por quatro milhões de euros para o Genoa em 30 de janeiro de 2012. No entanto, como o Pescara disputava o título e Immobile a artilharia do torneio, conseguiu permissão para permanecer até o término da temporada.

### Torino

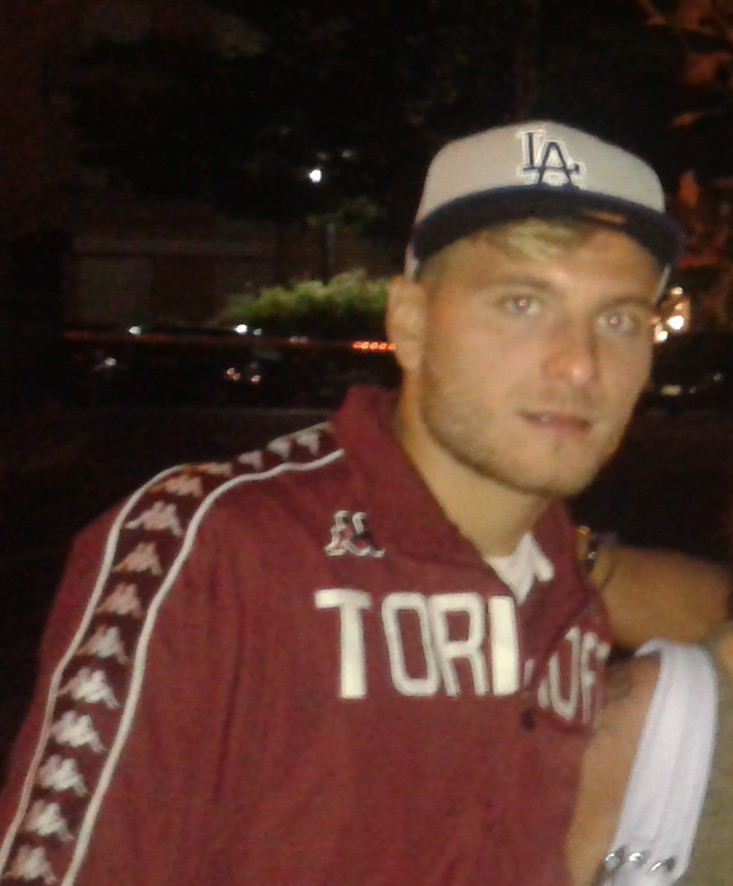
Ciro pelo Torino em 2014.

Apesar do desempenho aquém do esperado no Genoa, onde marcou apenas cinco vezes em 34 partidas, no dia 15 de julho de 2013 foi anunciada a compra de 50% dos seus direitos pertencentes ao Genoa pelo Torino, que pagou dois milhões e setecentos e cinquenta mil euros, para o qual seguiu.
Sua curta passagem, de apenas uma temporada, se mostrou extremamente bem sucedida, tanto para o jogador, que terminou como artilheiro do campeonato com 22 gols em 33 partidas, e acabou sendo convocado para a Copa do Mundo FIFA de 2014 por conta disso, quanto para o clube, que terminou na sétima posição no campeonato, a melhor posição alcançada pelo mesmo desde a temporada 1991–92, quando terminou em terceiro. Immobile também se tornou o primeiro jogador do Torino a terminar como artilheiro da Serie A desde Francesco Graziani, na temporada 1976–77.

### Borussia Dortmund

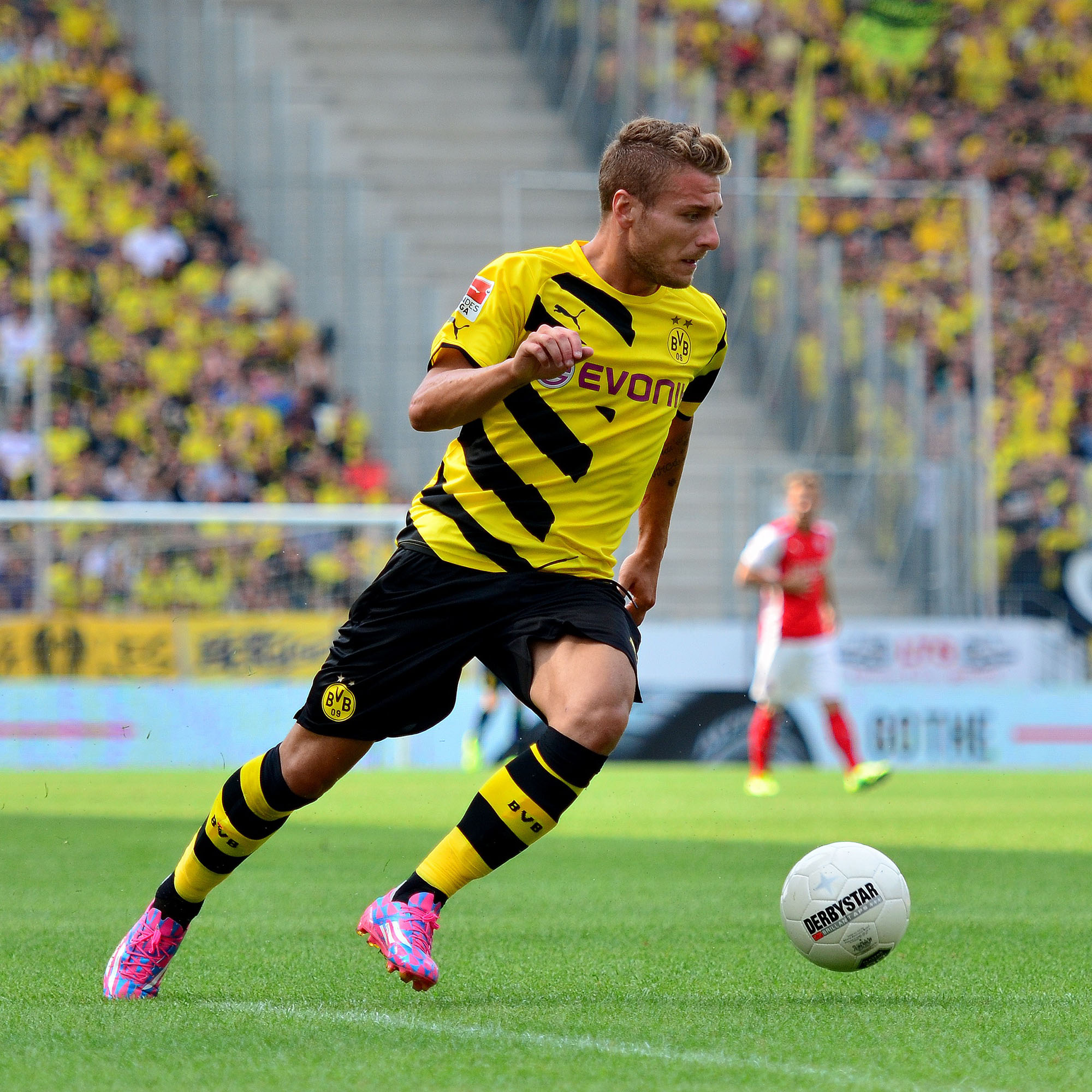
Immobile pelo Borussia em 2014.

Com seu desempenho despertando o interesse dos principais clubes italianos e europeus, Immobile foi anunciado no dia 2 de junho de 2014 como novo reforço do Borussia Dortmund. Os valores da transferência não foram divulgados, apenas o tempo de contrato: cinco temporadas.
O jogador começou sua passagem vencendo a Supercopa da Alemanha de 2014 diante o Bayern. Contudo, sua passagem pela Bundesliga foi algo fora das expectativas. Em 24 partidas, o italiano balançou as redes três vezes e o seu time não venceu nenhuma partida que o atleta fizera gols.

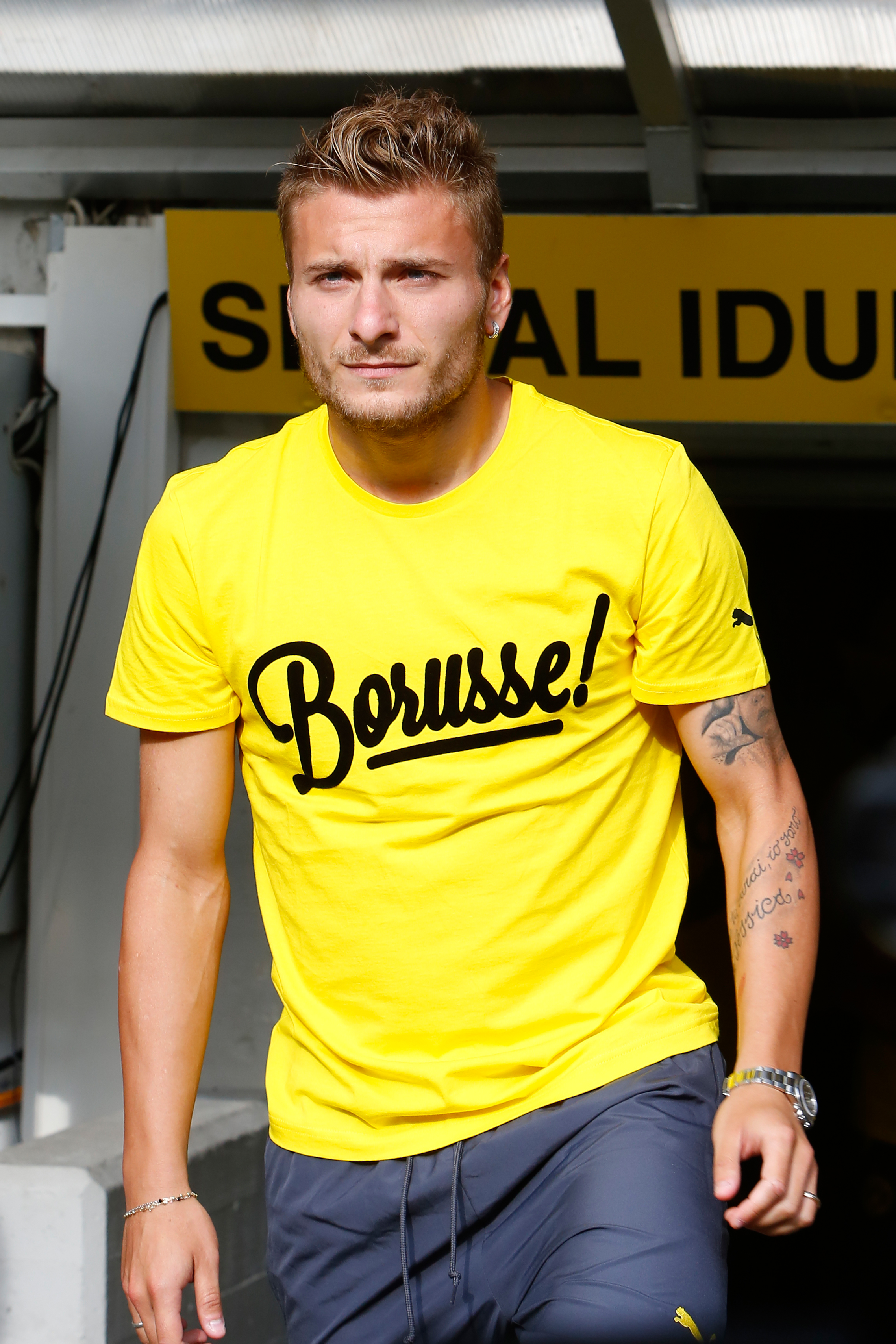
Ciro em 2014.

Porém, se o ele não conseguiu marcar tantos gols pelo Campeonato Alemão, seu desempenho nas copas foi algo interessante aos Schwarzgelben. Em três partidas de Copa da Alemanha, o atacante marcou três gols e pôde ajudar na campanha finalista do time. Porém, na partida decisiva, a equipe não conseguiu superar o Wolfsburg e ficou apenas com o vice-campeonato.
Na Liga dos Campeões da UEFA, o jogador novamente mostrou-se eficaz. Nas suas três primeiras partidas com a equipe na competição, Ciro marcou três gols e contribuiu diretamente para que a equipe amarela conseguisse a classificação do grupo com apenas uma derrota em seis partidas.
Ao chegarem nas oitavas de final, no entanto, Immobile fizera só a partida de ida contra a Juventus, onde o time perdeu por 2 a 1. Na volta, sem o atacante em campo, o time alemão foi eliminado diante um 3 a 0 da Velha Senhora.
Ao final de sua passagem modesta pelo Borussia, o jogador marcou 10 gols em 34 partidas. Essa foi a sua única temporada com a equipe.

### Sevilla e Torino

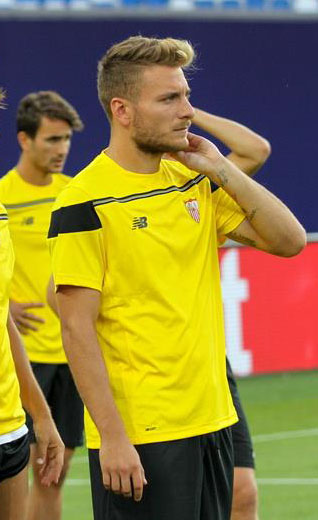
Ciro em 2015, pelo Sevilla.

Em 12 de julho de 2015 foi emprestado ao Sevilla.
No time italiano, a estreia do jogador foi na final da Supercopa da UEFA de 2015. Lá, o jogador conseguiu contribuir com uma assistência em um jogo que terminou 5 a 4 para o time do Barcelona.
Todavia, o restante de sua passagem pela equipe foi frustrante. Em 15 jogos, ele fizera apenas quatro gols pelos Rojiblancos e sequer terminou a época com o clube espanhol. Ainda em janeiro, o italiano fez seu último jogo com a equipe e retornou à Itália para jogar o final da temporada.
No dia 14 de janeiro de 2016, confirmou o seu retorno ao Torino por empréstimo até o fim da temporada 2015–16, sendo recebido com festa pelos torcedores. Em seu retorno ao time de Turim, atuou em 14 partidas e marcou cinco gols. 

### Lazio

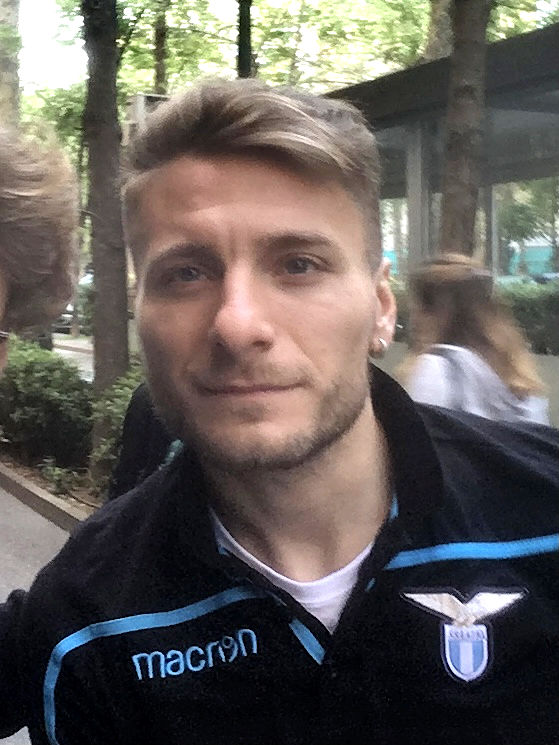
Immobile em 2019.

Foi anunciado como novo reforço da Lazio no dia 27 de julho de 2016. Após duas grandes temporadas (2016–17 e 2017–18), teve o seu contrato renovado no dia 1 de outubro de 2018.

#### 2019–20
Manteve a grande fase em 2019 e foi elogiado por Francesco Acerbi, seu companheiro de clube. O zagueiro afirmou que pelo futebol que vinha apresentando, Immobile mereceria a Bola de Ouro. O atacante teve boa atuação no dia 24 de novembro, pelo Campeonato Italiano, marcando um gol na vitória de 2 a 1 contra o Sassuolo. Já no dia 18 de janeiro de 2020, contra a Sampdoria, anotou um hat-trick na goleada de 5 a 1, chegando a 23 gols em 19 partidas e se isolando na artilharia.
Ao final da temporada, o jogador conquistou a Artilharia do Campeonato, venceu o prêmio de Melhor Atacante e também ficou entre os 11 Melhores.
No dia 1 de agosto, ao marcar o único tento da Lazio na derrota por 3 a 1 contra o Napoli, alcançou a marca de 36 gols na temporada (igualando o recorde de Gonzalo Higuaín na temporada 2015–16). Além disso, terminou como artilheiro do Campeonato Italiano e conquistou a Chuteira de Ouro da UEFA.

#### 2020–21
Após sua grande temporada na Lazio, o jogador voltou a performar um futebol exímio. Pela Série A, o jogador marcou 20 gols em 35 partidas tornando-se a principal peça ofensiva e o capitão da equipe azul. Todavia, apesar de seus grandes números individuais na Liga, a equipe conseguiu a modesta 6ª colocação e conquistou espaço na Liga Europa da próxima temporada.
Na Liga dos Campeões, Ciro marcou pelo menos um gol em todas as partidas em que esteve em campo na Fase de grupos. Com seus cinco tentos, a equipe conquistou vaga às oitavas, mas caiu lá mesmo para o Bayern, onde Immobile só jogou a partida de ida.
Com 41 jogos no ano, o atleta surpreendeu novamente marcando 25 gols em todas as competições disputadas.

#### 2021–22
Apesar de ter sofrido com algumas lesões ao longo dessa temporada, o capitão do time liderou novamente o ataque e marcou 27 gols em 31 partidas de Série A. Em destaque estão seus dois hat-tricks na competição: contra o Spezia Calcio na 2ª rodada e diante o Genoa na 32ª. O time conquistou a 5ª colocação na Liga.
Por conta de seu elevado número de gols na Liga Italiana, o jogador foi condecorado como o artilheiro do Campeonato ao fim da temporada. Seus 27 gols superaram o número de tentos de grandes jogadores como Dušan Vlahović e Lautaro Martínez. Paralelo a isso, o jogador também venceu o prêmio de Melhor Atacante do Campeonato e esteve presente no Time Ideal.
Sua participação na Liga Europa da UEFA de 2021–22 foi frequente, mas suas participações em gols tardaram a acontecer. Em seis partidas de Fase de Grupos, Ciro só marcou em duas oportunidades, onde fez três gols.. 
Em novembro de 2021, ainda na Fase de Grupos dessa competição, Ciro e Felipe Anderson marcaram gols contra o Olympique de Marseille. Contudo, Dimitri Payet e Arkadiusz Milik chegaram a fazer o mesmo e deixaram o jogo em 2 a 2. A partida marcou um momento muito especial para o italiano, no entanto. Com aquele tento, Immobile chegou a marca de 160 gols pela Lazio, fazendo com que ele superasse Silvio Piola e se isolasse na artilharia histórica da equipe azul.
Nos 16 avos, o atleta não pôde entrar em campo por conta de gripe. Quando voltou, precisava ajudar a Lazio a reverter um placar de 2 a 1 diante o Porto. O atacante conseguiu balançar as redes ainda no primeiro tempo, mas o time de Portugal garantiu um empate por 2 a 2 e eliminou os italianos.
Em mais uma temporada artilheira, Ciro terminou a época com 32 gols em 40 jogos.

#### 2022–23

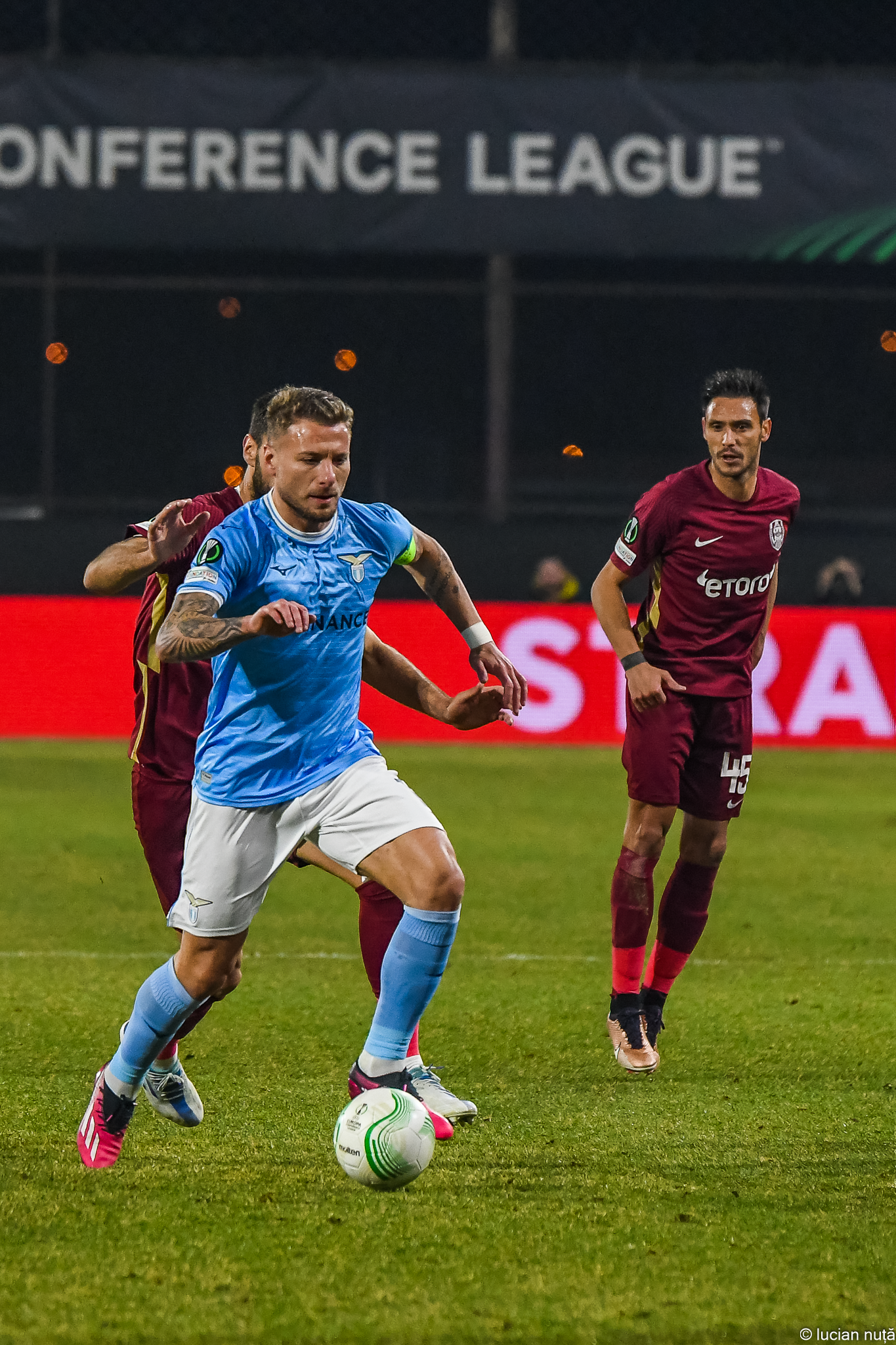
Ciro em 2023.

Em mais um ano com a Lazio, o atleta fez sua temporada com menos gols pela Série A desde sua estreia. Nas 31 rodadas que disputou, ele marcou 12 gols, mas compensou ajudando sua equipe a conquistar a 2ª posição na Liga.
Suas participações em competições europeias foram aquém, no entanto. Pela Liga Europa, a Lazio venceu somente dois jogos, e em apenas um o atacante esteve em campo. Ele chegou a marcar um gol ainda na Fase de Grupos, mas não pôde evitar sua equipe de não conseguir vaga à Próxima Fase.
Contudo, o time conseguiu vaga aos 16 avos da Liga Conferência e estreou com vitória. Ciro marcou o único gol da Lazio no primeiro jogo contra o Cluj e o time conseguiu e classificar após segurar um empate sem gols no jogo de volta, garantindo-se nas oitavas. Contudo, sem Ciro em campo em tais partidas por conta de lesão, a equipe amargou uma eliminação diante o AZ Alkmaar por 4 a 2 no agregado.
Disputando 38 partidas no ano, o jogador chegou a marca de 14 gols.

#### 2023–24
O capitão da Lazio fizera uma temporada com números menores se comparado a época passada. Em 43 partidas, o italiano estufou as redes 11 vezes, sendo sete desses tentos na Série A. Em tal competição, Ciro viu a Lazio alcançar a sétima posição.
O clube não alcançou troféus nessa temporada. Passando em branco na Coppa Itália, o clube pôde desempenhar uma campanha sólida, mas a futura campeã Juventus eliminou o time de Immobile na semifinal. A Supercopa da Itália reservou um fim semelhante, pois a Lazio não superou a Inter de Milão já no primeiro duelo da competição e foi eliminada.
Por conta do desempenho ruim do clube, os torcedores se manifestaram contra a má fase. Após a demissão de Maurizio Sarri do cargo de treinador, quatro membros da torcida abordaram Ciro, que levava seu filho de quatro anos para escola, e agrediram o capitão do clube de maneira física e verbal. Immobile prometeu processar os indivíduos e a Lazio se pronunciou favorável ao seu atleta.
Apesar desse momento irregular, o jogador foi um atleta muito preciso na Liga dos Campeões. Em oito jogos, marcou quatro gols; incluindo o tento solitário diante o Bayern de Munique no jogo de ida das oitavas de final. Apesar disso, Harry Kane e Thomas Müller trataram de reverter o placar na Allianz Arena e passaram de fase com um placar de 3 a 1 no agregado.
A temporada conturbada foi a última de Ciro em solo romano. O jogador deixou a Lazio com 340 partidas, 207 gols marcados e três títulos conquistados. O jogador, em oito anos, marcou história como o maior artilheiro da história do time, consolidando-se como um dos ídolos do time azul.

### Beşiktaş
Após oito anos, a Lazio anunciou no dia 12 de julho de 2024 que seu atleta deixava o elenco para integrar ao Beşiktaş.
Bologna
Em 10 de julho de 2025, após duas temporada fora do seu país natal, Immobile acertou seu retorno ao futebol italiano, dessa vez para jogar no Bologna. Immobile assinou com o Bologna um contrato de um ano com opção de extensão até 30 de junho de 2027.

## Seleção Nacional

### Início

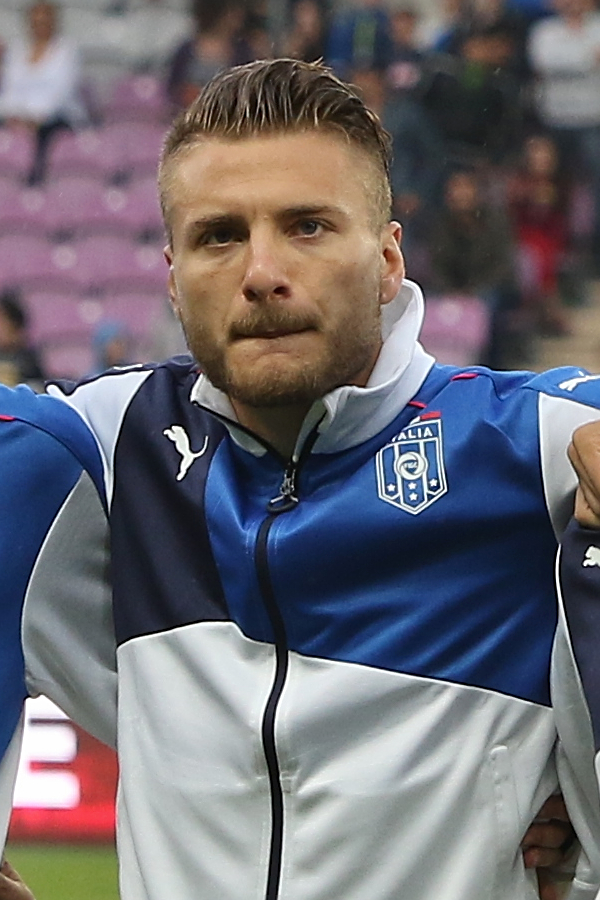
Ciro Immobile com a Azzurra em 2015

Apresentando grande desempenho durante sua primeira temporada no Toro, tendo marcado 14 vezes em suas primeiras 24 partidas, recebeu sua primeira oportunidade na Seleção Italiana no dia 5 de março de 2014, entrando no decorrer do segundo tempo do amistoso contra a Espanha, na derrota italiana por 1 a 0.
Apesar de fazer sua estreia apenas três meses antes da Copa do Mundo FIFA de 2014, foi anunciado primeiramente como um dos 30 pré-convocados para o torneio, e posteriormente como um dos 23 convocados na lista final do treinador Cesare Prandelli. No jogo amistoso híbrido contra o Fluminense, em 8 de junho de 2014, Immobile anotou um hat-trick na goleada italiana por 5 a 3.

### Euro 2016
No dia 31 de maio de 2016, foi anunciado como um dos 23 convocados do técnico Antonio Conte para a Euro 2016.

### Euro 2020
Em junho de 2021, teve a sua convocação confirmada para a Euro 2020, competição adiada devido à pandemia de COVID-19. Immobile teve boa atuação na estreia italiana, marcando um gol e dando uma assistência na vitória por 3 a 0 contra a Turquia.
O centroavante voltou a marcar na partida seguinte, em novo triunfo por 3 a 0, dessa vez contra a Suíça. Sagrou-se campeão da competição no dia 11 de julho, após a vitória na final contra a Inglaterra. As duas equipes empataram por 1 a 1 no tempo normal e Immobile foi substituído por Roberto Mancini no início do segundo tempo, mas a Itália venceu por 3 a 2 na disputa por pênaltis.

## Estatísticas
| Ano   |       |      |
| Ano   | Jogos | Gols |
| ----- | ----- | ---- |
| 2014  | 10    | 4    |
| 2015  | 3     | 0    |
| 2016  | 8     | 4    |
| 2017  | 10    | 2    |
| 2018  | 5     | 0    |
| 2019  | 4     | 3    |
| Total | 40    | 14   |

Gols pela seleção
|     | Data                   | Local                                                | Adversário         | Placar | Resultado | Competição               |
| --- | ---------------------- | ---------------------------------------------------- | ------------------ | ------ | --------- | ------------------------ |
| 1.  | 8 de junho de 2014     | Estádio Raulino de Oliveira, Volta Redonda           | Fluminense         | 2-1    | 5-3       | Amistoso                 |
| 1.  | 8 de junho de 2014     | Estádio Raulino de Oliveira, Volta Redonda           | Fluminense         | 3-2    | 5-3       | Amistoso                 |
| 1.  | 8 de junho de 2014     | Estádio Raulino de Oliveira, Volta Redonda           | Fluminense         | 4-2    | 5-3       | Amistoso                 |
| 2.  | 4 de setembro de 2014  | Estádio San Nicola, Bari                             | Países Baixos      | 1–0    | 2–0       | Amistoso                 |
| 3.  | 5 de setembro de 2016  | Estádio Sammy Ofer, Haifa                            | Israel             | 3–1    | 3–1       | Elim. Copa do Mundo 2018 |
| 4.  | 9 de outubro de 2016   | Estádio Felipe II da Macedônia, Escópia              | Macedônia do Norte | 2–2    | 3–2       | Elim. Copa do Mundo 2018 |
| 5.  | 9 de outubro de 2016   | Estádio Felipe II da Macedônia, Escópia              | Macedônia do Norte | 3–2    | 3–2       | Elim. Copa do Mundo 2018 |
| 6.  | 12 de novembro de 2016 | Rheinpark Stadion, Vaduz                             | Liechtenstein      | 2–0    | 4–0       | Elim. Copa do Mundo 2018 |
| 7.  | 24 de março de 2017    | Estádio Renzo Barbera, Palermo                       | Albânia            | 2–0    | 2–0       | Elim. Copa do Mundo 2018 |
| 8.  | 5 de setembro de 2017  | Mapei Stadium – Città del Tricolore, Régio da Emília | Israel             | 1–0    | 1–0       | Elim. Copa do Mundo 2018 |
| 9.  | 8 de setembro de 2019  | Estádio de Tampere, Tampere                          | Finlândia          | 1–0    | 2–1       | Elim. Eurocopa 2020      |
| 10. | 18 de novembro de 2019 | Estádio Renzo Barbera, Palermo                       | Armênia            | 1–0    | 9–1       | Elim. Eurocopa 2020      |
| 11. | 18 de novembro de 2019 | Estádio Renzo Barbera, Palermo                       | Armênia            | 4–0    | 9–1       | Elim. Eurocopa 2020      |

## Títulos
Juventus
- Torneo di Viareggio: 2009 e 2010

Pescara
- Serie B: 2011–12

Borussia Dortmund
- Supercopa da Alemanha: 2014

Lazio
- Supercopa da Itália: 2017 e 2019
- Copa da Itália: 2018–19

Beşiktaş
- Supercopa da Turquia: 2024

Seleção Italiana
- Eurocopa: 2020

### Prêmios individuais
- Melhor Jogador do Torneo di Viareggio: 2010
- Melhor Jogador da Serie B: 2011–12
- Equipe do Ano da Serie A: 2013–14, 2017–18 e 2019–20
- Jogador do Mês da Serie A: outubro de 2019
- Chuteira de Ouro da UEFA: 2019–20[71]
- Esportista Italiano do Ano (La Gazzetta dello Sport): 2020
- Melhor Atacante da Serie A: 2019–20 e 2020–21

### Artilharias
- Torneo di Viareggio de 2010 (10 gols)
- Serie B de 2011–12 (28 gols)[71]
- Serie A de 2013–14 (22 gols)
- Serie A de 2017–18 (29 gols)
- Liga Europa da UEFA de 2017–18 (8 gols)
- Serie A de 2019–20 (36 gols)
- Serie A de 2021–22 (27 gols)

### Recordes e Marcas
- Maior Artilheiro da Lazio: 206 Gols [carece de fontes?]
- Maior Artilheiro da Lazio no Campeonato Italiano: 168 Gols[carece de fontes?]
- Maior Artilheiro da Lazio na Europa League: 16 Gols [72]
- Maior Artilheiro de uma única edição do Campeonato Italiano: 36 Gols [73]
- Primeiro jogador com 100 gols fora de casa na história da Serie A. [74]